# Kurt Dietmar Richter
Kurt Dietmar Richter (* 24. September 1931 in Pilsen, Tschechoslowakei; † 15. Januar 2019 in Berlin) war ein deutscher Komponist und Dirigent.

## Leben
Richter wurde am 24. September 1931 in Pilsen (Tschechoslowakei) geboren. Sein Vater war Gymnasialprofessor. Auf Drängen seiner Mutter besuchte er eine Musikschule, wo er bereits mit zwölf Jahren als stellvertretender Konzertmeister eingesetzt wurde. Nach dem Krieg verschlug es seine Familie aus dem Sudetenland nach Erfurt. Er war seit 1968 mit Dorothea Richter-Radtke verheiratet und hat vier Söhne.

## Musikalischer Werdegang
Kurt Dietmar Richter war in seiner Kindheit Mitglied der Thüringer Sängerknaben. Von 1946 bis 1949 besuchte er die Landesschule Pforta. Er studierte bei Dieter Zechlin und Franz Jung am Thüringischen Landeskonservatorium in Erfurt. Inspiriert von seinem Erfurter Musiklehrer war er u. a. von Paul Hindemith und der Neuen Musik fasziniert.  Später war er Meisterschüler bei Johann Cilenšek an der Akademie der Künste in Berlin. Er war sodann als Dirigent am Stadttheater Döbeln und Opernhaus Erfurt, am Theater Greifswald und bei der Schweriner Philharmonie tätig. 1990 gründete er die Berliner Künstlerinitiative die neue brücke. Seine Werke wurden u. a. im Schauspielhaus Berlin, Theater Greifswald und Konzerthaus Berlin aufgeführt.

## Auszeichnungen
- 1948: a-cappella-Chorpreis der Landesschule Pforta
- 1977: 4. Preis beim Internationalen TV-Opern-Wettbewerb Salzburg/UNESCO
- 1980: Carl-Maria-von-Weber-Preis der Stadt Dresden
- 1982: Carl-Maria-von-Weber-Preis der Stadt Dresden
- 1984: Hanns-Eisler-Preis
- 1993: Paul-Woitschach-Preis
- 1995: Württembergischer Kompositionspreis
- 1996: Kompositionspreis Saarlouis
- 1999: Kompositionspreis des Sängerbundes Nordrhein-Westfalen
- 2000: Spanischer a-cappella-Chorpreis
- 2001: Kompositionspreis der Weimarer Frühjahrstage für zeitgenössische Musik
- 2003: Kompositionspreis des Landes Brandenburg
- 2004: Friedrich-Silcher-Kompositionspreis Württemberg
- 2005: Preis beim Kompositionswettbewerb des Humanistischen Verbandes Deutschlands

## Werke
- 1962 Jugendoper Der fahrende Schüler
- 1964 Oper Pazifik
- 1970 Sekundenoper
- 1977 TV-Oper Bewährung über den Wolken (DDR-Fernsehen)
- 1978 Oper Der verlegene Magistrat
- 1982 Oper Die Geschichte von Liebe und Salz
- 1984 Mini-Oper Marx spielte gern Schach
- 1985 Oper Adam und Eva

## Hörspielmusik
- 1990: Lew Lunz: Die Stadt der Gerechtigkeit – Regie: Peter Groeger (Hörspiel – Funkhaus Berlin)